# Kungsbacka község
Kungsbacka község (svédül: Kungsbacka kommun) Svédország 290 községének egyike, amely mai formájában 1974-ben jött létre. Halland megyében található, székhelye Kungsbacka.
A település címere a falu 1580-as pecsétjéről származik. Mivel templomát Szent Gertrúdnak szentelték, ő szerepel rajta, s bár a szent attribútumai (korona, liliom, egerek, macska) azon nem egyeznek, úgy döntöttek, hogy a címerre változatlanul kerül föl.

## Települések
A község települései:
| Település        | Népesség | Megjegyzés         |
| ---------------- | -------- | ------------------ |
| Anneberg         | 1398     |                    |
| Backa            | 1516     |                    |
| Billdal          | 6040     |                    |
| Brattås          | 339      |                    |
| Buerås           | 556      |                    |
| Fjärås kyrkby    | 2213     |                    |
| Frillesås        | 1924     |                    |
| Gundal och Högås | 363      |                    |
| Hagryd-Dala      | 355      |                    |
| Halla Heberg     | 509      |                    |
| Hjälm            | 251      |                    |
| Hjälmared        | 341      |                    |
| Kläppa           | 298      |                    |
| Kungsbacka       | 19057    | a község székhelye |
| Lerkil           | 411      |                    |
| Onsala           | 12486    |                    |
| Röda holme       | 201      |                    |
| Särö             | 2982     |                    |
| Vallda           | 1439     |                    |
| Västra Hagen     | 810      |                    |
| Åsa              | 3218     |                    |
| Ölmanäs          | 727      |                    |

### Külső hivatkozások
- Hivatalos honlap (svéd, angol, német)